# Fontaines protégées aux monuments historiques en région Occitanie
Cet article dresse la liste des fontaines protégées au titre des monuments historiques dans la région d’Occitanie.
| Nom                                            | Commune                  | Département         | identifiant Mérimée   | Statut                      | date de protection    | coordonnées géographiques   | image |
| ---------------------------------------------- | ------------------------ | ------------------- | --------------------- | --------------------------- | --------------------- | --------------------------- | ----- |
| fontaine des Cordeliers                        | Mirepoix                 | Ariège              | PA00093829            | monument historique inscrit | 1927-11-28            | 43° 05′ 56″ N, 1° 52′ 37″ E |       |
| fontaine monumentale de Carcassonne            | Carcassonne              | Aude                | PA00102596            | monument historique inscrit | 1926-03-26            | 43° 12′ 48″ N, 2° 21′ 06″ E |       |
| fontaine Saint-Michel de Carcassonne           | Carcassonne              | Aude                | PA00102597            | monument historique inscrit | 1948-04-10            | 43° 12′ 40″ N, 2° 21′ 05″ E |       |
| Grande Fontaine de Caunes-Minervois            | Caunes-Minervois         | Aude                | PA00102641            | monument historique inscrit | 1948-04-27            | 43° 19′ 39″ N, 2° 31′ 34″ E |       |
| fontaine de Montazels                          | Montazels                | Aude                | PA00102775            | monument historique inscrit | 1951-02-12            | 42° 56′ 42″ N, 2° 14′ 45″ E |       |
| fontaine monolithe de Villefranche-de-Rouergue | Villefranche-de-Rouergue | Aveyron             | PA00094205            | monument historique classé  | 1920-10-05            | 44° 21′ 05″ N, 2° 02′ 12″ E |       |
| fontaine de Najac                              | Najac                    | Aveyron             | PA00094083            | monument historique classé  | 1910-12-28            | 44° 13′ 11″ N, 1° 58′ 41″ E |       |
| fontaine de Cayssac                            | La Loubière              | Aveyron             | PA00094051            | monument historique inscrit | 1933-09-09            | 44° 24′ 00″ N, 2° 39′ 45″ E |       |
| fontaine de Pousthomy                          | Pousthomy                | Aveyron             | PA00094104            | monument historique inscrit | 1983-02-10            | 43° 51′ 29″ N, 2° 36′ 41″ E |       |
| fontaine Pradier                               | Nîmes                    | Gard                | PA00103096            | monument historique inscrit | 1988-11-16            | 43° 50′ 06″ N, 4° 21′ 44″ E |       |
| fontaine couverte d'Anduze                     | Anduze                   | Gard                | PA00102953            | monument historique classé  | 1914-02-21            | 44° 03′ 17″ N, 3° 59′ 08″ E |       |
| fontaine d'Orbessan                            | Orbessan                 | Gers                | PA00094884            | monument historique inscrit | 1947-05-30            | 43° 32′ 37″ N, 0° 36′ 34″ E |       |
| fontaine de Samatan                            | Samatan                  | Gers                | PA00125594            | monument historique inscrit | 1993-02-09            | 43° 29′ 32″ N, 0° 55′ 50″ E |       |
| fontaine Diane                                 | Lectoure                 | Gers                | PA00094839            | monument historique inscrit | 1925-12-11            | 43° 55′ 57″ N, 0° 37′ 26″ E |       |
| fontaine Clémence Isaure                       | Toulouse                 | Haute-Garonne       | PA31000113            | monument historique inscrit | 2019-07-30            | 43° 36′ 44″ N, 1° 26′ 44″ E |       |
| fontaine, Place Saint-Étienne                  | Toulouse                 | Haute-Garonne       | PA00094525            | monument historique inscrit | 1925-04-18            | 43° 35′ 59″ N, 1° 26′ 57″ E |       |
| fontaine de la Trinité                         | Toulouse                 | Haute-Garonne       | PA00094526            | monument historique inscrit | 1946-09-20            | 43° 35′ 59″ N, 1° 26′ 39″ E |       |
| fontaine d'Aspet                               | Aspet                    | Haute-Garonne       | PA00094262            | monument historique inscrit | 1979-06-18            | 43° 00′ 51″ N, 0° 48′ 11″ E |       |
| fontaine de Campan                             | Campan                   | Hautes-Pyrénées     | PA00095359            | monument historique inscrit | 1927-03-14            | 43° 01′ 02″ N, 0° 10′ 37″ E |       |
| Fontaine des quatre vallées                    | Tarbes                   | Hautes-Pyrénées     | PA65000027            | monument historique inscrit | 2023-09-14            | 43° 13′ 52″ N, 0° 04′ 59″ E |       |
| fontaine des Trois Grâces                      | Montpellier              | Hérault             | PA00103542            | monument historique classé  | 1963-12-05            | 43° 36′ 31″ N, 3° 52′ 46″ E |       |
| fontaine des Licornes                          | Montpellier              | Hérault             | PA00103540            | monument historique inscrit | 1963-08-05            | 43° 36′ 43″ N, 3° 52′ 29″ E |       |
| fontaine de la Préfecture de Montpellier       | Montpellier              | Hérault             | PA00103541 IA34000347 | monument historique inscrit | 1926-07-09            | 43° 36′ 41″ N, 3° 52′ 34″ E |       |
| Font de l'Oli                                  | Gabian                   | Hérault             | PA34000114            | monument historique inscrit | 2016-11-07            | 43° 30′ 13″ N, 3° 16′ 35″ E |       |
| fontaine de Vedel                              | Pézenas                  | Hérault             | PA00103635            | monument historique inscrit | 1931-10-07            | 43° 27′ 33″ N, 3° 25′ 27″ E |       |
| fontaine des Anglais                           | Capdenac                 | Lot                 | PA46000030            | monument historique inscrit | 2003-06-02            | 44° 34′ 46″ N, 2° 04′ 13″ E |       |
| fontaine de Soubeyran                          | Mende                    | Lozère              | PA00103863            | monument historique inscrit | 1946-03-08            | 44° 31′ 00″ N, 3° 29′ 57″ E |       |
| fontaine d'Aigues-Passes                       | Mende                    | Lozère              | PA00103862            | monument historique inscrit | 1945-10-16            | 44° 31′ 04″ N, 3° 29′ 49″ E |       |
| fontaine des Neuf Jets                         | Céret                    | Pyrénées-Orientales | PA00103990            | monument historique classé  | 1910-03-21            | 42° 29′ 05″ N, 2° 44′ 52″ E |       |
| fontaine de Griffoul                           | Gaillac                  | Tarn                | PA00095559            | monument historique classé  | 1942-03-26            | 43° 53′ 55″ N, 1° 53′ 48″ E |       |
| fontaine du Griffoul                           | Lisle-sur-Tarn           | Tarn                | PA81000017 PA00095458 | monument historique classé  | 1914-04-18 2001-12-10 | 43° 51′ 10″ N, 1° 48′ 38″ E |       |
| fontaine des Pisseurs                          | Lacaune                  | Tarn                | PA00095578            | monument historique classé  | 1913-11-28            | 43° 42′ 22″ N, 2° 41′ 20″ E |       |
| fontaine de Recoules                           | Viane                    | Tarn                | PA00095655            | monument historique inscrit | 1927-07-13            | 43° 44′ 21″ N, 2° 34′ 29″ E |       |
| fontaine de Lacaze                             | Lacaze                   | Tarn                | PA00095581            | monument historique inscrit | 1927-06-18            | 43° 44′ 14″ N, 2° 31′ 13″ E |       |
| fontaine des Vingt-Quatre-Échelons             | Moissac                  | Tarn-et-Garonne     | PA00095789            | monument historique inscrit | 1946-04-15            | 44° 06′ 32″ N, 1° 05′ 22″ E |       |